# Tesauro de Arte e Arquitetura
O Tesauro de Arte e Arquitetura (em inglês: Art & Architecture Thesaurus, AAT) é um vocabulário controlado empregado na descrição de elementos de arte, arquitetura e cultura material.  O AAT contém termos genéricos, como "catedral", mas não nomes próprios, como "Catedral de Notre Dame". O AAT é empregue por, entre outros, museus, bibliotecas de arte, arquivos, catalogadores, e investigadores da arte e história da arte. O AAT é um dicionário de sinónimos em conformidade com ISO e normas de EM ISO que incluem ISO 2788, ISO 25964 e NISO/ANSI Z39.19.
O AAT é um vocabulário estruturado com perto de 44 mil conceitos, incluindo 131 mil termos, descrições, citas bibliográficas e outra informação relacionada com as artes, a arquitetura, a artes decorativas, os materiais de arquivo e a cultura material.